# Імпульсний генератор

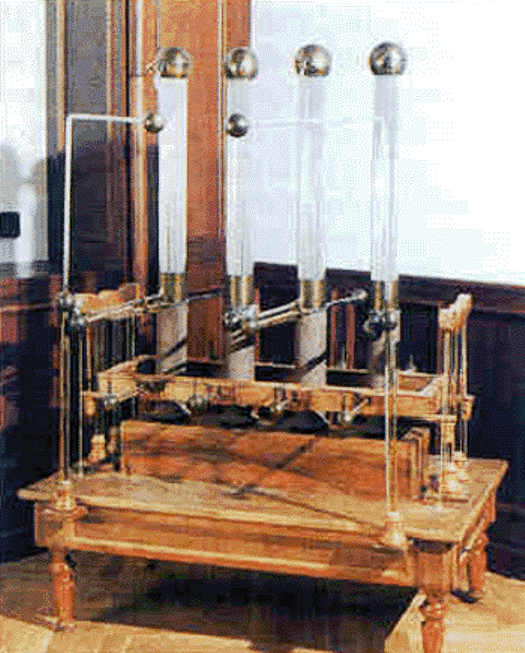
Jedlik's tubular voltage generator

Імпульсний генератор (рос. импульсный генератор, англ. impulse generator; нім. Impulsgenerator m) — генератор, що дає електричний струм у вигляді коротких поштовхів — імпульсів.

## Історія
Для отримання великих значень струму за методом акад. П. Л. Капіци було розроблено однофазний імпульсний синхронний генератор Капіци-Костенка. Перший імпульсний генератор Капіци-Костенка було розроблено у 1924 р. під керівництвом акад. М. П. Костенка і виготовлено заводом «Электросила».